# Cliquet brownien

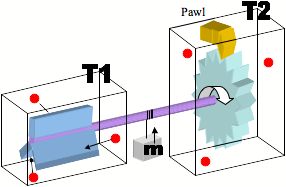
Figure schématique d'un cliquet brownien : une roue à aubes (à gauche) est reliée à une roue à rochet (à droite) par un arbre de transmission.

En philosophie de la physique thermique et statistique, le cliquet brownien, ou cliquet Feynman-Smoluchowski, est une machine qui s'apparente à un mouvement perpétuel de deuxième type (convertissant de l'énergie thermique en travail mécanique). Le cliquet brownien a été envisagé pour la première fois en 1912 comme une expérience de pensée par le physicien polonais Marian Smoluchowski. Il a ensuite été popularisé par le physicien américain Richard Feynman, lauréat du prix Nobel, lors d'une conférence de physique à l'Institut de technologie de Californie (en anglais : California Institute of Technology, ou Caltech) le 11 mai 1962, puis au cours de sa série de conférences Messenger intitulée « The Character of Physical Law » à l'Université Cornell en 1964, et enfin dans ses Cours de physique de Feynman comme une illustration des lois de la thermodynamique. La machine, composée d'une petite roue à aubes et d'une roue à rochet connectées ensemble par un arbre de transmission, semble être un exemple de démon de Maxwell, capable d'extraire du travail mécanique à partir de fluctuations aléatoires (de la chaleur) dans un système en équilibre thermique, en violation du deuxième principe de la thermodynamique. Une analyse détaillée menée par Feynman et d’autres a finalement démontré pourquoi cela n'était pas le cas.

## La machine
Le dispositif se compose d'une roue crantée (ou roue à rochet) qui tourne librement dans un sens mais est empêché de tourner dans le sens opposé par un cliquet. La roue crantée est reliée par un arbre de transmission à une roue à aubes qui est immergée dans un fluide à la température {\displaystyle T_{1}}. Les molécules du fluide constituent un thermostat dans la mesure où elles subissent un mouvement brownien aléatoire avec une énergie cinétique moyenne déterminée par la température. Le dispositif doit être suffisamment petit pour que la collision d'une seule molécule sur une des aubes puisse faire tourner la roue. Bien que de telles collisions tendent à faire tourner l'arbre dans les deux sens avec la même probabilité, le cliquet ne permet à l'ensemble de ne tourner que dans un seul sens. L’effet net d'un grand nombre de ces collisions aléatoires semblerait être que la roue tourne continuellement dans ce sens, ce qui peut alors être utilisé pour effectuer un travail sur un autre système, par exemple pour soulever une masse ({\displaystyle m}). L'énergie nécessaire pour effectuer ce travail proviendrait apparemment du thermostat, sans aucun gradient de température (c'est-à-dire que le mouvement capterait l'énergie thermique du fluide). Si une telle machine fonctionnait avec succès, son mécanisme violerait le deuxième principe de la thermodynamique, dont une forme stipule qu'« il est impossible, pour tout dispositif fonctionnant le long d'un cycle, de recevoir de la chaleur d'une seule source et de produire une quantité nette de travail. » 

## Pourquoi ce n'est pas le cas
Bien qu'à première vue le cliquet brownien semble extraire un travail utile à partir du mouvement brownien, Feynman a démontré que si l'ensemble du dispositif était à la même température, la roue à rochet ne tournerait pas continuellement dans la même direction, mais se déplacerait vers l'avant et vers l'arrière de manière aléatoire, et donc que le dispositif ne pourrait pas produire de travail utile. La raison en est que lorsque le cliquet est à la même température que la roue à aubes, il subit également un mouvement brownien, « rebondissant » de haut en bas. Par intermittence, il échouerait donc dans sa fonction, et permettrait à une dent de la roue de glisser vers l'arrière alors que le cliquet est relevé. Un autre problème est que lorsque le cliquet repose sur la face inclinée d'une dent, le ressort qui rappelle le cliquet exerce une force latérale sur la dent, qui tend alors à faire tourner la roue vers l'arrière. Feynman a démontré que si la température {\displaystyle T_{2}} de la roue à rochet était la même que la température {\displaystyle T_{1}} de la roue à aubes, alors la fréquence des échecs serait égale à la fréquence des succès (lorsque la roue avance dans le sens souhaité), de sorte qu'aucun mouvement net ne se produirait sur des périodes suffisamment longues ou lorsque l'on considère la moyenne d'ensemble. Magnasco a fourni une preuve simple mais rigoureuse qu'aucun mouvement net ne se produisait, quelle que soit la forme des dents.
En revanche, si {\displaystyle T_{2}} est inférieur à {\displaystyle T_{1}}, la roue à rochet pourra effectivement tourner, et produire un travail utile. Mais dans ce cas, l'énergie est transférée par le gradient de température entre les deux réservoirs thermiques, et une partie de la chaleur perdue par la roue à aubes est évacuée vers le réservoir le plus froid. Autrement dit, le dispositif fonctionne comme un moteur thermique, et il respecte le deuxième principe de la thermodynamique. A l’inverse, si {\displaystyle T_{2}} est supérieur à {\displaystyle T_{1}}, l'appareil tournera dans le sens opposé.
Le modèle de la roue à rochet de Feynman a conduit au concept similaire de moteurs browniens, des nanomachines capables d'extraire un travail utile, non pas du bruit thermique, mais d'un potentiel chimique ou d'autres sources microscopiques hors équilibre, conformément aux lois de la thermodynamique,. Les diodes sont un analogue électrique à la roue à rochet et, pour la même raison, elles ne peuvent pas produire de travail utile en rectifiant le bruit thermique dans un circuit à température uniforme.
Millonas ainsi que Mahato ont étendu la même notion aux rochets de corrélation, qui utilisent deux bruits corrélés l'un à l'autre. Ces mécanismes sont entraînés par un bruit hors équilibre moyen nul (absence de biais) avec une fonction de corrélation non nulle d'ordre impair supérieure à un.

## Histoire
La roue à rochet avec son cliquet ont été discutés pour la première fois, en tant que dispositif violant le deuxième principe de thermodynamique, par Gabriel Lippmann en 1900. En 1912, le physicien polonais Marian Smoluchowski a donné la première explication qualitative correcte de la raison pour laquelle le dispositif ne peut pas fonctionner : le mouvement thermique du cliquet permet aux dents de la roue de glisser vers l'arrière. Feynman a réalisé la première analyse quantitative du dispositif en 1962 en utilisant la loi de distribution de Maxwell-Boltzmann, montrant que si la température {\displaystyle T_{1}} de la roue à aubes était supérieure à la température {\displaystyle T_{2}} de la roue à rochet, elle fonctionnerait comme un moteur thermique, mais si {\displaystyle T_{1}} = {\displaystyle T_{2}} il n'y aurait pas de mouvement net des aubes. En 1996, Juan Parrondo et Pep Español ont utilisé une variante du dispositif décrit ci-dessus, dans lequel aucun cliquet n'était présent et en utilisant seulement deux aubes, pour montrer que l'arbre reliant les deux roues conduisait la chaleur entre les deux réservoirs thermiques. Ils ont fait valoir que même si la conclusion de Feynman était juste, son analyse n'était pas correcte, en raison de son utilisation erronée de l'approximation quasi statique, ce qui aboutissait à des équations incorrectes de l'efficacité. Magnasco et Stolovitzky (1998) ont étendu cette analyse pour considérer le dispositif à rochet complet et ont montré que la puissance de sortie du dispositif était bien inférieure à l'efficacité de Carnot, telle que revendiquée par Feynman. Un article publié en 2000 par Derek Abbott, Bruce R. Davis et Juan Parrondo a réanalysé le problème et l'a étendu au cas des systèmes à rochets multiples, montrant un lien avec la paradoxe de Parrondo.

Paradoxe de Brillouin : un analogue électrique du cliquet brownien.

En 1950, Léon Brillouin décrivait un circuit électrique qui utilisait un redresseur (tel qu'une diode) comme analogue du cliquet. L'idée était que la diode devait rectifier les fluctuations de courant thermique (le bruit Johnson) produites au sein de la résistance, générant ainsi un courant continu qui pourrait être utilisé pour effectuer du travail. Une analyse détaillée a démontré que les fluctuations thermiques à l'intérieur de la diode généraient une force électromotrice qui annulait la tension produite par les fluctuations de courant redressées. Ainsi, tout comme pour cas du cliquet brownien, le circuit ne produira aucune énergie utile si tous les composants sont en équilibre thermique (à la même température). Un courant continu ne pourra être produit que lorsque la diode est à une température inférieure à celle de la résistance.

## Gaz granulaire
Des chercheurs de l'Université de Twente aux Pays-Bas, de l'Université de Patras en Grèce et de la Fondation pour la recherche fondamentale sur la matière ont construit un moteur Feynman-Smoluchowski qui, lorsqu'il n'est pas en équilibre thermique, convertit un mouvement pseudo-brownien en travail au moyen d'un gaz granulaire (un conglomérat de particules solides mises en vibration avec une telle vigueur que le système se comporte comme un état gazeux). Le moteur qu'ils ont construit se composait de quatre aubes qui pouvaient tourner librement dans un gaz granulaire vibrofluidisé. Étant donné que le mécanisme de la roue à rochet, tel que décrit ci-dessus, permettait à l'arbre de tourner dans un seul sens, les collisions aléatoires des grains de matière mobiles provoquaient la rotation de la roue à aubes dans un seul sens. Ceci semblait donc contredire l’hypothèse de Feynman. Cependant, ce système n’est pas en équilibre thermique parfait : de l’énergie doit constamment être fournie pour maintenir le mouvement fluide des grains. Il est vrai que les vibrations vigoureuses se produisant au-dessus de l'agitateur imitent la nature d'un gaz moléculaire. Mais, contrairement à un gaz parfait au sein duquel de minuscules particules se déplacent constamment, l’arrêt de l'agitateur ferait simplement retomber les grains. Dans l’expérience, cet environnement hors équilibre nécessaire était maintenu. Cependant, du travail ne se produisait pas immédiatement, l'effet de la roue à rochet ne commençait qu'au-delà d'une puissance d'agitation critique. Lors de vibrations très fortes, les aubes interagissaient avec le gaz, formant un rouleau de convection, entretenant la rotation.